# Leontodon tuberosus
Leontodon tuberosus é uma espécie de planta com flor pertencente à família Asteraceae. 
A autoridade científica da espécie é L., tendo sido publicada em Sp. Pl. 2: 799. 1753.
O seu nome comum é leituga-tuberosa.

## Portugal
Trata-se de uma espécie presente no território português, nomeadamente em Portugal Continental.
Em termos de naturalidade é nativa da região atrás indicada.

## Protecção
Não se encontra protegida por legislação portuguesa ou da Comunidade Europeia.

## Citologia
O número cromossómico desta espécie é 2n = 8, característico da secção Thrincia. Trata-se do número cromossómico mais baixo do género.